# Anomoeotes
Anomoeotes là một chi bướm đêm thuộc họ Anomoeotidae.

## Các loài
- Anomoeotes diaphana Hering, 1932
- Anomoeotes elegans Pagenstecher, 1903
- Anomoeotes infuscata Talbot, 1929
- Anomoeotes instabilis Talbot, 1929
- Anomoeotes leucolena Holland, 1893
- Anomoeotes levis Felder, 1888
- Anomoeotes nigrivenosus Butler, 1893
- Anomoeotes nox Aurivillius, 1907
- Anomoeotes nuda Holland, 1897
- Anomoeotes phaeomera Hampson, 1920
- Anomoeotes separatula Strand, 1913
- Anomoeotes simulatrix Talbot, 1929
- Anomoeotes tenellula Holland, 1893
- Anomoeotes triangularis Jordan, 1907